# Resen, Serbia
Resen (Ресен) este un sat situat în partea de sud-est a Serbiei, aproape de granița cu Bulgaria, pe Râul Dragovištica, afluent al râului Struma. Aparține administrativ de comuna Bosilegrad. Majoritatea populației este de etnie bulgară. La recensământul din 2011 satul avea o populație de 81 locuitori.